# روميكو تاكاهاشي (مانغاكا)
روميكو تاكاهاشي (باليابانية: 高橋留美子) (مواليد 10 أكتوبر 1957)، هي مانغاكا يابانية، تعد من ابرز فناني المانغا في اليابان ولها العديد من الأعمال الناجحة تجاريًا مثل مسلسل أوريسي ياتسورا الذي أُنتج عام 1978. تحظى أعمالها بشعبية في جميع أنحاء العالم حيث تُرجمت إلى مجموعة متنوعة من اللغات مع تداول أكثر من 200 مليون نسخة.
حصلت على جائزة شوغاكوكان للمانغا مرتين، الأولى عام 1980 عن أوريسي ياتسورا، والثانية عام 2001 عن إينوياشا، وحصلت على جائزة سيون مرتين، الأولى عام 1987 عن أوريسي ياتسورا ومرة أخرى في عام 1989 عن ميرميد ساجا [الإنجليزية]، كما حصلت أيضًا على الجائزة الكبرى لمدينة أنغوليم عام 2019 لتصبح ثاني امرأة وثاني يابانية تفوز بالجائزة. في عام 2020، منحتها الحكومة اليابانية ميدالية مع شريط أرجواني لمساهماتها في الفنون.

## ابرز الأعمال
- أوريسي ياتسورا
- ميزون إيكوكو
- رانما ½
- إينوياشا
- كيوكاي نو ريني

## روابط خارجية
- روميكو تاكاهاشي على موقع IMDb (الإنجليزية)
- روميكو تاكاهاشي على موقع ميتاكريتيك (الإنجليزية)
- روميكو تاكاهاشي على موقع ألو سيني (الفرنسية)
- روميكو تاكاهاشي على موقع أول موفي (الإنجليزية)
- روميكو تاكاهاشي على موقع قاعدة بيانات الفيلم (الإنجليزية)
- روميكو تاكاهاشي على موقع كينوبويسك (الروسية)
- روميكو تاكاهاشي على موقع ANN person (الإنجليزية)